# Renata Baierová
Renata Baierová je bývalá československá krasobruslařka.
Byla členkou klubu TJ Stadion Brno. Jejím trenérem byl Karol Divín.

## Výsledky
| Soutěž                                    | 1975 | 1976 | 1977 | 1978 | 1979 | 1980 | 1981 |
| ----------------------------------------- | ---- | ---- | ---- | ---- | ---- | ---- | ---- |
| Mistrovství světa v krasobruslení         |      |      |      |      | 16   | 16   |      |
| Mistrovství světa juniorů v krasobruslení |      | 8    |      |      |      |      |      |
| Mistrovství Evropy v krasobruslení        |      |      |      | 11   | 11   | 10   |      |
| Mistrovství ČSR v krasobruslení           | 6    | 3    | 2    | 1    | 1    | 1    | 1    |